# Jakub Rokossowski
Jakub Rokossowski herbu Glaubicz (ur. ok. 1524 – zm. 2 lipca 1580) – podskarbi nadworny koronny, podskarbi wielki koronny, starosta śremski i ostrzeszowski, zarządca ceł małopolskich i wielkopolskich.
Syn Macieja. Pierwsza żona Jakuba, Katarzyna Gościejewska była bezpotomna. Drugą żonę Reginę Kościelecką, córkę Jana Janusza Kościeleckiego, kasztelana bydgoskiego i brzeskiego oraz wojewodę sieradzkiego, poślubił w 1574 roku. Z małżeństwa urodził się syn Jan (1574–1598), dziedzic Szamotuł z zamkiem.
W 1549 roku studiował we Frankfurcie nad Odrą. Od 1564 dziedzic majątku Długie Stare. Od 1569 roku nabywca Ostrzeszowa i jego starosta. 
Poseł województw poznańskiego i kaliskiego na sejm warszawski 1563/1564 roku i sejm 1569 roku, sejm 1570 roku i sejm 1572 roku, poseł województwa poznańskiego na sejm lubelski 1566 roku, poseł województwa kaliskiego na sejm 1567 roku.
Od 1565 roku podsędek poznański, następnie poseł na sejm i generalny celnik Wielkopolski i Małopolski. Jako przedstawiciel Korony Królestwa Polskiego podpisał akt unii lubelskiej 1569 roku. 
Od roku 1570 podkomorzy poznański. W swych dobrach majątkowych posiadał liczne żupy w Wieliczce i Bochni.
Był kasztelanem śremskim w latach 1573–1580, podskarbim nadwornym koronnym i podskarbim wielkim koronnym (1578–1580). Podpisał konfederację warszawską 1573 roku.  W czasie pierwszej wolnej elekcji popierał najpierw kandydaturę "Piasta", później arcyksięcia Ernesta.
W 1575 roku podpisał elekcję Maksymiliana II Habsburga.
Był wyznawcą luteranizmu.